# Episodi di Doraemon (serie animata 1979) (decima stagione)
Questa è la lista degli episodi della decima stagione dell'anime 1979 di Doraemon.

## Episodi
| Nº Ja | Nº It | Titolo italiano Giapponese 「Kanji」 - Rōmaji | In onda           | In onda          |
| Nº Ja | Nº It | Titolo italiano Giapponese 「Kanji」 - Rōmaji | Giapponese        | Italiano         |
| 943   | 320   | La rivelacarta 「たからさがしペーパー」 - Ta kara sagashi pēpā | 8 gennaio 1988    | 17 dicembre 2004 |
| 943   | 320   | Nobisuke sta per dare a Nobita e Doraemon la mancia di Capodanno, ma ha perso le buste. Doraemon tira fuori la rivelacarta, capace di rivelare la posizione di un oggetto sotto forma di indovinello; grazie a ciò i due amici riescono a trovare le buste. In seguito i due amici scoprono che Suneo ha perso la mancia e, grazie al chiusky, scoprono che è caduta in una fogna. Nobita e Doraemon tornano a casa e scoprono che lo zio Nobiro non è ancora arrivato, così usano il chiusky per trovarlo, ma il tutto si rivela più arduo del previsto. Lo trovano addormentato su una panchina in un parco e, poco dopo, dà loro una cospicua mancia. |                   |                  |
| 944   | 321   | L'aspirasonno 「ネムケスイトール」 - Nemukesuitōru | 15 gennaio 1988   | 20 dicembre 2004 |
| 944   | 321   | In classe Nobita promette che farà i compiti, ma arrivato a casa si addormenta. Grazie all'aspirasonno Doraemon toglie la voglia di dormire a Nobita. Il ragazzo però si appropria del chiusky con cui fa addormentare Doraemon, Tamako, Gian e la madre di Suneo. Quando l'effetto finisce Nobita si ritrova inseguito da Gian e quella notte, anziché dormire, costretto a svolgere i compiti. |                   |                  |
| 945   | 322   | La sassovernice 「ペットペンキ」 - Petto penki | 22 gennaio 1988   | 21 dicembre 2004 |
| 945   | 322   | Nobita desidera avere un animale domestico, ma la madre non vuole. Doraemon allora usa la sassovernice per tramutare dei sassi in animali domestici, ma uno di essi, un "cane", rompe i denti al cane di Gian. Più tardi Nobita, Doraemon, Suneo e Shizuka si divertono con il chiusky, che viene rubato da Gian, desideroso di vendetta, con cui crea un mostro gigante. Doraemon passa al contrattacco, facendo piovere sul "mostro" e facendolo tornare un masso. |                   |                  |
| 946   | 323   | Il costume di Tarzan 「ターザンパンツ」 - Tāzanpantsu | 29 gennaio 1988   | 22 dicembre 2004 |
| 946   | 323   | Per aiutare Nobita a superare la paura degli animali, Doraemon gli fa indossare il costume di Tarzan. Dopo alcuni problemi con i richiami degli animali, Nobita riesce a fare amicizia con un cagnolino. In seguito riesce a placare un leone e scopre che è di proprietà di una donna, la quale tiene l'animale in gabbia. Nobita convince la donna a riportare il leone in Africa e gli amici lo acclamano come un eroe, ma nell'avvicinarsi a loro, il costume si sfila, rimane nudo e viene deriso. |                   |                  |
| 947   | 324   | Il kit di meteopenna 「アメダスペン」 - Amedasupen | 5 febbraio 1988   | 23 dicembre 2004 |
| 947   | 324   | A casa Nobi la caldaia è rotta e, per stare al caldo, Doraemon usa il meteopenna, che permette di modificare le condizioni atmosferiche di un certo luogo. Inoltre Nobita deve allenarsi a baseball, cosi usa il chiusky per poter saltare gli allenamenti, facendo prima piovere e poi nevicare sul parco abbandonato. Presto Gian e Suneo scoprono il trucco e ingaggiano una battaglia con le palle di neve contro Nobita, Doraemon e Shizuka. I due non vogliono arrendersi, così Doraemon crea una tempesta enorme, che risucchia anche Nobita e Doraemon. |                   |                  |
| 948   | 325   | Presentimenti 「虫のしらせ」 - Mushi no shirase | 12 febbraio 1988  | 27 dicembre 2004 |
| 948   | 325   | Nobita crede nelle premonizioni e legge sull'oroscopo di un giornalino che avrà molta fortuna, le forze per sconfiggere i nemici, riceverà un regalo inaspettato e sarà vicino a una persona che conta tanto. Doraemon tira fuori il vedo prevedo, capace di far avverare le profezie (belle o brutte). Grazie al chiusky Nobita trova una monetina per terra, riesce a sconfiggere Gian e riceve in regalo da Suneo un'automobilina. Shizuka però gli ricorda che deve restituirle un giornalino e il ragazzo apprende che quello su cui ha letto l'oroscopo è di settimana scorsa. Nobita torna a casa depresso e, a causa del chiusky, Gian lo picchia, Suneo gli ruba l'automobilina e viene colpito da un fulmine. |                   |                  |
| 949   | 326   | La scarpa rubata 「空中つりセット」 - Kuuchuu tsuri setto | 19 febbraio 1988  | 28 dicembre 2004 |
| 949   | 326   | Tamako riceve la visita di una sua amica; poco dopo Nobita esce di casa, ma lascia la porta aperta e, al ritorno, scopre che una scarpa dell'amica della madre è stata rubata da un cane. Nobita e Doraemon, usando un chiusky, cercano di attirare il colpevole con una canna da pesca, usando come esca l'altra scarpa. Il primo attirato dall'esca è Gian, che si arrabbia con Nobita e poi lo picchia. Più tardi un cane ruba la calzatura, per poi strappare la lenza; l'animale porta la scarpa da Gian, che apprende che il colpevole è il suo cane. Gian allora restituisce le scarpe a Nobita e Doraemon, i quali le riportano a casa proprio quando la ospite decide di andarsene. |                   |                  |
| 950   | 327   | L'ascensometro 「エレベート・ボタン」 - Erebēto・botan | 26 febbraio 1988  | 29 dicembre 2004 |
| 950   | 327   | Mentre gioca a baseball, Gian lancia la palla su un tetto, ma incolpa Nobita per non averla presa e lo obbliga a riprenderla. Per aiutare il ragazzo, Doraemon usa l'ascensometro, ossia un telecomando che fa salire in altezza di vari livelli e fa camminare nel vuoto ai vari livelli raggiunti. Dopo aver recuperato la palla, Nobita usa il chiusky per vendicarsi di Gian e Suneo e per divertirsi con Shizuka. In seguito a Nobita viene l'idea di far giocare i ragazzi in cielo: Doraemon è felice dell'idea ma Nobita si ritrova inseguito da Gian e Suneo, non volendo giocare a baseball con loro. |                   |                  |
| 951   | 328   | Effetti speciali 「クロマキーセット」 - Kuromakīsetto | 4 marzo 1988      | 30 dicembre 2004 |
| 951   | 328   | Nobita desidera sapere come fanno i supereroi televisivi a volare; Doraemon glielo spiega usando della futuristica attrezzatura cinematografica, che permette anche di trasferire all'esterno una copia della scena che si sta girando. Nobita usa poi il chiusky varie volte per vendicarsi di Gian e Suneo (che gli hanno fatto uno scherzo), ma dimentica di fare i compiti. Infine Tamako entra nel set e obbliga Nobita a fare la spesa; il ragazzo di conseguenza viene deriso da Gian, Suneo e Shizuka. |                   |                  |
| 952   | 329   | La supermaxilente 「大きくなる虫メガネ」 - Ookiku naru mushi megane | 11 marzo 1988     | 3 gennaio 2005   |
| 952   | 329   | Suneo si vanta con gli amici del suo robot telecomandato, a tal punto che lui e Gian trattano con disprezzo la macchinina radiocomandata di Nobita. Usando una speciale lente di ingrandimento, quest'ultimo e Doraemon ingigantiscono la macchinina per poterci viaggiare dentro, suscitando l'invidia di Gian e Suneo. Mentre Doraemon, Nobita e Shizuka si divertono con la macchina ingrandita, la ragazza fa cadere la lente, che viene trovata da Gian e Suneo, i quali ingigantiscono il robot. Questi ultimi però esagerano e il robot si mette a distruggere la casa; Doraemon lo rimpicciolisce con la luce che riduce. I due, pentiti delle loro azioni, salgono sulla macchina con Nobita e Shizuka. |                   |                  |
| 953   | 330   | Le pillole bontà 「タスケロン・カプセル」 - Tasukeron・kapuseru | 18 marzo 1988     | 4 gennaio 2005   |
| 953   | 330   | Nobita deve fare una ricerca scolastica entro il giorno dopo e, nella fretta di tornare a casa, non aiuta un bambino smarritosi. Doraemon vede la scena e decide di dare a Nobita le pillole bontà: chi le mangia diventerà molto più altruista. Il ragazzo vorrebbe farle mangiare a Gian e Suneo affinché lo aiutino nella ricerca; tuttavia essi gli fanno mangiare tutta la confezione. Nobita di conseguenza è costretto ad aiutare ogni persona che incontra (tra cui accompagnare il bambino di prima a un posto di polizia) finché l'effetto svanisce di sera tardi. In quel momento Shizuka (che ha visto Nobita aiutare le persone) decide di assistere l'amico a fare la ricerca. |                   |                  |
| 954   | 331   | Semaforo tascabile 「ポケット信号機」 - Poketto shingou ki | 25 marzo 1988     | 7 gennaio 2005   |
| 954   | 331   | Nobita e Doraemon vanno a far la spesa per la madre quando si imbattono in una persona anziana che deve attraversare una strada trafficata; Doraemon allora blocca il traffico con il semaforo tascabile. Nobita poi ruba il chiusky e lo usa per fare alcuni scherzi a Gian, Suneo e Shizuka; inoltre fa arrabbiare anche la madre rispondendole male. Di conseguenza quella sera si trova inseguito dagli amici e dalla madre. |                   |                  |
| 955   | 332   | Le pagliuzze dei desideri 「ワラシベにお願い」 - Warashibe ni onegai | 1º aprile 1988    | 10 gennaio 2005  |
| 955   | 332   | Nobita ha bisogno di un nuovo guantone da baseball, ma non osa parlarne alla madre, siccome lei è di cattivo umore. Chiede quindi aiuto a Doraemon che, inizialmente riluttante, mostra all'amico le pagliuzze dei desideri, capaci di esaudire i desideri seppur non immediatamente. Doraemon desidera avere un dorayaki, e viene poco dopo accontentato, mentre Nobita un nuovo guantone. Tuttavia il desiderio non viene subito realizzato e il ragazzo inizia a spazientirsi. Quando finalmente Nobita riesce a ottenere il guantone, Gian sottrae a Doraemon numerose pagliuzze e desidera avere una montagna di fumetti. A causa del chiusky, però, il ragazzo finisce con la testa incastrata nel rimorchio di un furgone trasportante fumetti. |                   |                  |
| 956   | 333   | Il didendro 「断層ビジョン」 - Dansou bijon | 8 aprile 1988     | 11 gennaio 2005  |
| 956   | 333   | Nobita non ha sufficienti soldi per acquistare un fumetto, così racconta a Doraemon di aver sotterrato sulla collina dietro la scuola una cospicua mancia ricevuta a Capodanno; tuttavia non ricorda il punto in cui l'ha sepolta. Per aiutare l'amico Doraemon tira fuori il didendro, che permette di far vedere i luoghi inaccessibili agli esseri umani (ad esempio in un alveare); grazie al chiusky i due riescono a trovare la cassetta con il denaro e a recuperarla. Nobita convince poi Doraemon a usare ancora il chiusky, con cui trovano un uomo sepolto nella neve e riescono a salvargli la vita. |                   |                  |
| 957   | 334   | Il s'accomodi 「イス改良機」 - Isu kairyou ki | 15 aprile 1988    | 12 gennaio 2005  |
| 957   | 334   | Nobita promette di non alzarsi dalla sedia fino alla fine dei compiti, ma la sedia è scomoda, e Doraemon lo aiuta col s'accomodi, che permette di modificare a piacimento una sedia. Tuttavia Nobita usa il chiusky per fuggire di casa, spiccare il volo e addormentarsi, finendo per svegliarsi a diversi chilometri di distanza. Il ragazzo torna a casa e Doraemon lo obbliga a fare i compiti, modificando ancora la sedia. |                   |                  |
| 958   | 335   | Lo specchio trasmittente 「遠写かがみ」 - Too utsushi kagami | 22 aprile 1988    | 13 gennaio 2005  |
| 958   | 335   | Doraemon fa uno scherzo a Tamako con lo specchio trasmittente, capace di far apparire su altri specchi l'immagine che si riflette su esso. Nobita e Doraemon cercano poi di usarlo per far pubblicità dei negozi e guadagnare soldi, ma nessun proprietario vuole. Decidono allora di pubblicizzare gratuitamente il ristorante Abaraya che, seppur ottimo, non ha clienti. A causa della loro eccessiva invadenza, però, nessuna persona decide di andare da Abaraya e il ristoratore si rassegna a chiudere, non prima di aver offerto un pasto a Nobita e Doraemon. Essendo rimasto acceso lo specchio, l'immagine dei due che mangiano viene riflessa su ogni specchio e ciò fa venire voglia alla gente di mangiare da Abaraya: il proprietario è felice e commosso con Nobita e Doraemon. |                   |                  |
| 959   | 336   | Il berretto creacose 「イメージ・ベレー」 - Imēji・berē | 29 aprile 1988    | 14 gennaio 2005  |
| 959   | 336   | Nobita deve fare un disegno per la scuola; a tale scopo cerca di usare come modello Shizuka, ma a causa dell'incapacità di disegno del ragazzo, lei si spazientisce e decide di andarsene. Doraemon allora presta a Nobita il berretto creacose: pensando a qualcosa il pensiero prenderà forma (seppur senza sostanza). Il ragazzo usa il chiusky per far apparire una copia di Shizuka, ma non riesce ancora a disegnarla e decide di regalare la copia all'amica. Più tardi Nobita fa degli scherzi agli amici con il berretto, finché Gian glielo ruba e lo usa per vendicarsi. Quando Gian torna a casa viene incaricato dalla madre a badare al negozio, facendo pensare al ragazzo che sua madre sia "peggio di un gorilla". Il berretto fa apparire una figura della donna con la testa e il corpo da gorilla e, quando lei la vede, picchia violentemente il figlio. Quando Nobita torna a casa, ha paura a entrare, in quanto davanti all'ingresso vi sono gli amici furiosi con lui. |                   |                  |
| 960   | 337   | Il chiusky della minirealtà 「実物ジオラマ」 - Jitsubutsu jiorama | 6 maggio 1988     | 17 gennaio 2005  |
| 960   | 337   | Gian e Suneo rubano lo zaino a Nobita, che torna a casa senza. Doraemon convince l'amico ad affrontare coraggiosamente i bulli e riprendersi lo zaino; ci riesce grazie al fatto che Doraemon sposta Gian e Suneo con il chiusky della minirealtà. Dopo aver usato il chiusky per visitare l'Africa e New York, Nobita intende usarlo per poter volare e impressionare Shizuka; tuttavia a causa di un incidente si trova appeso a un palo. |                   |                  |
| 961   | 338   | La risolvifuga 「おたすけだんご」 - O tasuke dango | 20 maggio 1988    | 18 gennaio 2005  |
| 961   | 338   | Nobita è di cattivo umore dopo essere stato picchiato da Gian per motivi futili. Per sollevare il morale a Nobita, Doraemon gli dà delle speciali palline che, se lanciate, creano una trappola per l'inseguitore. Nobita però usa il chiusky in vari modi scorretti, finché rimane vittima lui stesso della trappola generata dall'ultima pallina. |                   |                  |
| 962   | 339   | Un regalo da papà 「パパのおみやげ」 - Papa no omiyage | 27 maggio 1988    | 19 gennaio 2005  |
| 962   | 339   | Nobita, la madre e Doraemon vanno a pranzo dalla zia, ma Tamako non ha comprato niente per lei. Grazie al fazzoletto crea regali Doraemon fa apparire al suo interno un cesto di frutta. Dopo aver usato il fazzoletto per regalare un orsacchiotto a Shizuka, Nobita cerca di farsi regalare una nuova consolle, ma ogni tentativo non va come sperato; inoltre Suneo perde il fazzoletto. Esso viene trovato da Nobisuke, che pronuncia "una consolle per videogiochi", facendo apparire una consolle, che il padre regala a Nobita. |                   |                  |
| 963   | 340   | Il consegna-tutto 「チョーダイハンド」 - Chōdaihando | 3 giugno 1988     | 20 gennaio 2005  |
| 963   | 340   | Nobita ha comprato un'enciclopedia sui mostri, che viene rubata da Gian; Doraemon allora usa sul bullo il consegna-tutto, il quale obbliga una persona a consegnare qualcosa a chi usa il chiusky. Nonostante Doraemon non voglia, Nobita si impossessa del chiusky e ne approfitta per vendicarsi verso Gian e per farsi dare i giochi degli amici. Presto Doraemon si accorge delle nefandezze di Nobita e lo rimprovera. Più tardi il ragazzo si pente delle sue azioni e, insieme a Doraemon, restituisce tutto ai legittimi proprietari. |                   |                  |
| 964   | 341   | Il braccio invisibile 「透明ハンド」 - Toumei hando | 10 giugno 1988    | 21 gennaio 2005  |
| 964   | 341   | Tamako deve trasportare dei pacchi pesanti sotto la pioggia battente; per evitare che si bagnino, Doraemon le fa indossare il braccio invisibile, che permette alla donna di afferrare un ombrello e aprirlo. Nobita supplica Doraemon di prestargli il chiusky e lo usa per fare degli scherzi agli amici. Questi ultimi trovano Nobita al parco abbandonato e cercano di affrontarlo, ma il protagonista li tiene a distanza con il braccio. Infine Tamako, usando il suo braccio invisibile, solleva in aria Nobita e lo rimprovera per le sue azioni. |                   |                  |
| 965   | 342   | Una giornata di pioggia 「ワープペン」 - Wāpupen | 17 giugno 1988    | 24 gennaio 2005  |
| 965   | 342   | Piove forte e Tamako incarica Doraemon di fare la spesa. Non volendo uscire di casa, il robot crea un portale verso il fruttivendolo e uno verso il macellaio tracciando dei cerchi con la penna collegamento. In seguito, grazie al chiusky, Nobita va a trovare Shizuka e fa degli scherzi a Suneo e Gian. Quest'ultimo tuttavia attraversa il portale, trovandosi in camera di Nobita, dove usa la penna per creare altri portali e far apparire diversi animali africani, i quali invadono la stanza. |                   |                  |
| 966   | 343   | Il telefono senza fili 「糸なし糸電話」 - Ito nashi ito denwa | 24 giugno 1988    | 25 gennaio 2005  |
| 966   | 343   | Nobita vorrebbe raccontare una barzelletta a Shizuka, ma il telefono è occupato, così Doraemon gli dà il telefono senza fili, composto da due barattoli intercomunicanti, e lo invita a portarne uno a Shizuka. Dopo aver portato il chiusky a Shizuka, Nobita deve sfuggire da Gian e Suneo, arrabbiati per uno scherzo del protagonista. Quando riesce a tornare a casa, Nobita telefona all'amica, ma ha ormai dimenticato la barzelletta e lei riattacca spazientita. |                   |                  |
| 967   | 344   | Lo spray scorrevole 「スベールガス」 - Subērugasu | 8 luglio 1988     | 26 gennaio 2005  |
| 967   | 344   | Cercando di emulare una scena di un film in cui i personaggi si muovono a tutta velocità su dei vagoncini, Gian e Suneo si schiantano contro un muro. A casa Nobi Tamako sta cercando invano di sbloccare una porta scorrevole e Doraemon l'aiuta con lo spray scorrevole, capace di rendere scorrevole l'oggetto su cui viene spruzzato. Dopo che la donna ha spruzzato lo spray sui mobili per poterli spostare più agevolmente, Doraemon, Nobita e Shizuka usano il chiusky su delle casse e su un vecchio tubo per poter emulare la scena su una discesa della collina dietro la scuola. Vengono però fermati da Gian e Suneo, che si spruzzano addosso talmente tanto spray da scivolare dal pendio. Quella notte vi è una lieve scossa di terremoto, che causa lo spostamento dei mobili su cui lo spray è stato spruzzato. |                   |                  |
| 968   | 345   | Scherzi con le ombre 「かげぼうしフラッシュ」 - Kage boushi furasshu | 15 luglio 1988    | 31 gennaio 2005  |
| 968   | 345   | Nobita provoca Gian, così quest'ultimo e Suneo lo inseguono. Tornato a casa Nobita trova l'ombra di Doraemon senza il robot e scopre che è opera di un chiusky; decide pertanto di farsi anche lui una ombra e di usarla per dare una lezione a Gian e Suneo, ma il tutto non va come sperato. Crea poi un esercito di ombre nel tentativo di sconfiggere i due bulli e questa volta ci riesce. |                   |                  |
| 969   | 479   | Il profumo dei ricordi 「オモイデコロン」 - Omoidekoron | 22 luglio 1988    | 27 ottobre 2005  |
| 969   | 479   | Shizuka trova una bambola e vuole restituirla alla sua proprietaria; per lo scopo Doraemon ci versa su uno speciale profumo che permette di animare gli esseri non viventi. Doraemon, Nobita e Shizuka, osservando l'espressione della bambola, cercano di capire dove abiti la proprietaria, finendo per rintracciarla solo di notte. La proprietaria non vuole riavere la bambola indietro, la quale rimane sconvolta da ciò. Doraemon allora usa uno speciale profumo per convincere la proprietaria della bambola a volerla indietro. |                   |                  |
| 970   | 481   | Lezioni di nuoto 「海水コントローラー」 - Kaisui kontorōrā | 29 luglio 1988    | 31 ottobre 2005  |
| 970   | 481   | Dopo essere stato deriso da Gian e Suneo, Nobita desidera imparare a nuotare e fare surf; lui e Doraemon si recano in spiaggia con la dokodemo porta, ma il ragazzo ha paura delle onde e convince Doraemon a fargli usare il controllore di acqua oceanica, che permette di modificare le caratteristiche di una zone dell'oceano (per esempio l'altezza delle onde o la temperatura). Quando Doraemon se ne va, Nobita usa il chiusky per generare un'onda e fare surf, dopodiché invita anche Shizuka, a cui si aggiungono anche Gian e Suneo. Nobita mostra agli amici di saper fare surf, ma a causa di un incidente Nobita e l'onda entrano in casa Nobi attraverso la dokodemo porta; il ragazzo viene così nuovamente deriso da Gian e Suneo e sgridato dalla madre. |                   |                  |
| 971   | 483   | Il trasloco 「なんでも操縦機」 - Nan demo soujuu ki | 5 agosto 1988     | 2 novembre 2005  |
| 971   | 483   | Gian invita gli amici per una fetta di torta a casa sua; tuttavia è un bluff, siccome la torta sarà data ai ragazzi soltanto se in cambio aiuteranno il cugino di Gian per il trasloco. Nobita torna a casa in tutta fretta e vede Doraemon che trasporta un vecchio divano in discarica con il volante guida oggetti, che permette di guidare un oggetto fin dove si vuole. Mentre si divertono a volare in aria con la cloche guida oggetti, dal funzionamento simile al volante, Nobita, Doraemon e Shizuka vedono Gian e Suneo impegnati col trasloco; decidono di aiutarli guidando i mobili con il chiusky. Il cugino tuttavia si arrabbia a trovare la sua nuova casa disordinata. |                   |                  |
| 972   | 485   | Un pisolino lungo un pomeriggio 「いねむりシール」 - I nemuri shīru | 19 agosto 1988    | 4 novembre 2005  |
| 972   | 485   | Nonostante si sia appena svegliato, Nobita è molto stanco e continua ad addormentarsi. Quel pomeriggio il ragazzo deve fare i compiti e la spesa, ma vorrebbe riposare, così convince Doraemon a fargli usare gli adesivi del pisolino, che permettono di dormire e fare altro contemporaneamente. Dopo la spesa, Nobita esce di casa per andare da Shizuka, ma si mette a piovere. Doraemon allora va a cercarlo trovandolo sporco di terra che vuole giocare con l'amica, mentre lei no. |                   |                  |
| 973   | 487   | Un miraggio di spiaggia 「しんきろうそく立て」 - Shinki rousoku date | 26 agosto 1988    | 8 novembre 2005  |
| 973   | 487   | In una giornata calda Nobita invita gli amici in spiaggia, raggiungendola con la dokodemo porta; tuttavia a causa di un incidente si rompe. Grazie alla candela dove vuoi, che permette di creare immagini di qualunque luogo con il pensiero, Doraemon fa apparire una spiaggia per gli amici in camera di Nobita. Nonostante una serie di avvenimenti quasi rivelino agli amici la verità, Nobita riesce a fare in modo che non sospettino di nulla. |                   |                  |
| 974   | 489   | A caccia di insetti 「昆虫マーカー」 - Konchuu mākā | 2 settembre 1998  | 10 novembre 2005 |
| 974   | 489   | Nobita sfida Suneo che catturerà un insetto più raro di quelli della collezione di Suneo. Inizialmente titubante, Doraemon dà a Nobita un chiusky che permette di catalogare gli insetti, copiandoli in speciali gabbie senza ucciderli. Quando Gian e Suneo vanno a casa di Nobita, lui è con Doraemon a cercare insetti in una giungla. Gian e Suneo raggiungono la giungla con la dokodemo porta, la quale viene poco dopo messa via da Doraemon. Gian e Suneo si trovano quindi bloccati lì. |                   |                  |
| 975   | 491   | Un antenato famoso 「やってきた御先祖様」 - Yatteki ta go senzo sama | 9 settembre 1988  | 14 novembre 2005 |
| 975   | 491   | Nobita deve fare una ricerca scolastica e chiede al padre se hanno degli antenati famosi; Nobisuke conosce solamente l'esistenza di Nobirobe, soprannominato "Nobi il bugiardo", per via delle frottole che raccontava. Per saperne di più Nobita e Doraemon decidono di tornare indietro nel tempo e portano Nobirobe nel presente. L'antenato tuttavia è sconvolto dal vedere gli oggetti contemporanei e rimane vittima di una serie di incidenti. Dopo essere stato riportato alla sua epoca, Nobirobe racconta agli altri abitanti del villaggio di quanto visto nel futuro e viene per questo soprannominato "Nobi il bugiardo": Nobita e Doraemon apprendono che le sue "bugie" corrispondono a quello visto nel futuro. |                   |                  |
| 976   | 493   | Un pomeriggio in montagna 「ハイレールペーパー」 - Hairērupēpā | 16 settembre 1988 | 16 novembre 2005 |
| 976   | 493   | Suneo racconta agli amici della sua vacanza in montagna: mentre Nobita e Gian sono invidiosi, Shizuka è desiderosa di andarci. Nobita chiede aiuto a Doraemon che, grazie a uno speciale foglio e degli speciali colori, disegna un paesaggio montano dentro cui è possibile entrarci. Il ragazzo invita quindi Shizuka, a cui si aggiungono anche Gian e Suneo, e tutti entrano nel paesaggio. Dopo alcune disavventure, Nobita, Gian e Suneo non vogliono tornare a casa, così Doraemon disegna una nuvola di pioggia, che bagna i ragazzi. |                   |                  |
| 977   | 495   | La tazza dell'abbondanza 「中味ごとのびちぢみカップ」 - Nakami goto no bichijimi kappu | 23 settembre 1988 | 18 novembre 2005 |
| 977   | 495   | In una giornata calda, Doraemon ha bevuto quasi tutta l'ultima lattina di succo di frutta; siccome anche Nobita ha sete il robot versa il succo rimanente nella tazza dell'abbondanza per poi ingrandirla insieme alla bevanda. Dopo essersi rifocillato di succo, Nobita offre quello rimanente a Gian, che poco dopo compra del gelato. Nobita usa la tazza per moltiplicare il gelato e darne una coppa abbondante all'amico. Invita poi Shizuka a casa per poi creare una piscina ingigantendo la tazza piena d'acqua. Suneo assiste all'ingrandimento e lo riferisce a Gian, il quale capisce come ha fatto Nobita a ottenere la coppa di gelato. Gian e Suneo rubano la tazza e la usano per moltiplicare dei soldi, con lo scopo di diventare miliardari, ma ciò non funziona come sperato: le monete diventano più grandi, senza aumentare di numero. |                   |                  |
| 978   | 497   | Le predizioni di Nobita 「占いカードボックス」 - Uranai kādobokkusu | 7 ottobre 1988    | 22 novembre 2005 |
| 978   | 497   | Dopo la scuola, Nobita convince Suneo a venire con lui a pescare; tuttavia accetta anche un invito a casa di Shizuka. Siccome Nobita non sa decidersi, Doraemon tira fuori un clone-robot del ragazzo e delle speciali carte che predicono il futuro. Nobita interpreta le carte nel seguente modo: andando a pescare prenderà tanti pesci fino a tardi, andando da Shizuka incontrerà Gian che lo costringerà a giocare a baseball e lo picchierà. Il ragazzo va quindi a pescare e manda il clone da Shizuka. Tuttavia, a differenza delle previsioni, il clone non viene bullizzato da Gian e può giocare da Shizuka. Nobita invece, dopo aver pescato numerosi pesci, si mette a ridere di Gian, arrivato sul posto, che lo picchia. Nobita poi viene trovato da Doraemon e decide di usare di nuovo le carte, apprendendo che, se non andrà subito a casa a fare i compiti, Tamako si arrabbierà e lascerà il figlio senza cena.                                                           |                   |                  |
| 979   | 499   | Il Cuntrari II 「入りこみミラーII」 - Hairikomi mirā II | 14 ottobre 1988   | 24 novembre 2005 |
| 979   | 499   | Suneo invita gli amici a vedere la lussuosa automobile sportiva di suo padre e afferma che, quando compirà 18 anni, si iscriverà a scuola guida, spingendo Nobita a voler provare subito a guidare. Quando Nobita parla del desiderio a Doraemon, questi tira fuori uno speciale portale chiamato Cuntrari II: attraversandolo si entrerà in una dimensione parallela, dove però, se si farà qualcosa, succederà lo stesso anche nel mondo reale. Qui Nobita si mette a guidare un'automobile di Doraemon, schiantandosi svariate volte, dopodiché invita nel mondo parallelo Shizuka, che viene seguita da Gian e Suneo. Qui Gian obbliga Suneo a fargli guidare l'auto sportiva, finendo per distruggerla in un incidente, con disperazione della madre di Suneo. |                   |                  |
| 980   | 501   | Tornado per tutte le necessità 「たつまきストロー」 - Tatsu maki sutorō | 21 ottobre 1988   | 28 novembre 2005 |
| 980   | 501   | Gian lancia su un albero il pallone di Nobita; Doraemon lo tira giù con il fabbrica tornado, che permette di creare tifoni di varie intensità. Nobita vuole usare il chiusky per fare delle buone azioni, ma non è facile regolare l'intensità e spesso finisce per combinare guai. Presto però riesce a farlo funzionare correttamente, aiutando alcune persone e usandolo per divertirsi con Doraemon e Shizuka. I tre vengono però visti da Gian, che chiede in prestito il chiusky e crea un tornado enorme, che risucchia lui e Suneo. |                   |                  |
| 981   | 503   | L'elicamera 「ヘリカメラ」 - Heri kamera | 28 ottobre 1988   | 30 novembre 2005 |
| 981   | 503   | Gian costringe Suneo a fargli provare un aereo radiocomandato riproduzione del Wright Flyer dei fratelli Wright. Poco dopo Nobita scopre dell'esistenza dell'elicamera, un chiusky che, in modo simile ai droni, permette di scannerizzare e far foto in luoghi inaccessibili, tipo nel cratere di un vulcano. Gian intanto fa volare l'aereo lontano, finché non risponde più ai comandi; Suneo chiede aiuto a Nobita, che decide di trovare l'aereo dell'amico con l'elicamera. Nobita tuttavia non si concentra nella ricerca, facendo spazientire Suneo, finché trovano l'aereo sulla collina dietro la scuola. |                   |                  |
| 982   | 505   | Il marionettista 「マリオネッター」 - Marionettā | 4 novembre 1988   | 2 dicembre 2005  |
| 982   | 505   | Dopo la scuola Nobita ha sonno, ma deve fare i compiti, giocare a baseball con Gian, strappare le erbacce e sbrigare una commissione. Il ragazzo presto si arrende, così Doraemon si ritrova costretto a usare il marionettista, che permette di controllare Nobita come se fosse una marionetta. Nonostante la stanchezza, Doraemon fa sì che Nobita porti a termine tutte le incombenze. Quella sera il ragazzo riceve i complimenti della madre e ringrazia Doraemon. |                   |                  |
| 983   | 507   | Nobita fa il camaleonte 「カメレオンちゃ」 - Kamereon cha | 11 novembre 1988  | 6 dicembre 2005  |
| 983   | 507   | Dopo essere stato picchiato da Gian e Suneo, Nobita chiede aiuto a Doraemon, che gli offre il tè del camaleonte: chi lo beve si mimetizzerà come i camaleonti per 15 minuti. Grazie al chiusky Nobita fa in modo di evitare di andare a fare la spesa e di essere picchiato da Gian e Suneo; inoltre salva un cagnolino che sta affogando in un fiume. Tuttavia, poggiandosi a una buca delle lettere, diventa rosso e viene poco dopo scoperto da Gian e Suneo. Per sfuggire ai due, Nobita si sdraia sui tubi di cemento del parco abbandonato, diventando dello stesso materiale, ma viene poco dopo scoperto da Gian e Suneo, i quali, prendendolo a pugni, finiscono per farsi male. Nobita allora insegue i due, tuttavia Doraemon è preoccupato della loro reazione quando il ragazzo tornerà come prima. |                   |                  |
| 984   | 509   | Rimbalzando per la città 「トランポリンゲン」 - Toranporin gen | 18 novembre 1988  | 9 dicembre 2005  |
| 984   | 509   | In un incontro di sumo tra Gian e Nobita, quest'ultimo riesce ad avere la meglio, facendo infuriare il bullo, che lo picchia. Successivamente Nobita si fa male cadendo dalle scale, inciampando su un gradino e su un cuscino. Il ragazzo si sente sfortunato, così Doraemon tira fuori uno spray capace di far diventare elastica la superficie su cui viene spruzzato. Nobita spruzza lo spray in tutta la casa, causando però dei problemi. Dopo essere stato picchiato di nuovo da Gian, Nobita si spruzza lo spray addosso, per poter battere il bullo senza farsi male. Infine, mentre si diverte con Doraemon e Shizuka, Nobita si butta da un balcone, rimbalzando molto in alto e atterrando in testa a Gian, sconfiggendolo. |                   |                  |
| 985   | 511   | Percorsi di orme 「ゆうどう足あとスタンプ」 - Yuu dou ashi ato sutanpu | 25 novembre 1988  | 13 dicembre 2005 |
| 985   | 511   | Nobita invita inutilmente la madre a uscire di casa, perché il maestro vuole parlare con lei dello scarso rendimento scolastico del ragazzo. Quest'ultimo allora convince Doraemon a dargli un chiusky capace di deviare le persone. Grazie al timbro cattura orme e alla polvere rivela impronte Doraemon fa sì che il maestro sia costretto a tornare a casa. Nobita però, anziché tornare a casa a fare i compiti, preferisce divertirsi e usa il chiusky per far tornare Gian a casa. Quella sera Doraemon entra in possesso del gadget e fa sì che Nobita arrivi a casa del maestro e Tamako deve andare a prenderlo. |                   |                  |
| 986   | 513   | Le fotografie parlanti 「写真シャベール」 - Shashin shabēru | 2 dicembre 1988   | 15 dicembre 2005 |
| 986   | 513   | Nobita scopre che Sayuri Kawai si sposera con Shingo Tsukimi; tuttavia secondo Suneo Sayuri sposerà Ikoiko Tanoki. Per capire qual è la storia vera Doraemon fa sì che una foto di Sayuri e una di Shingo parlino. Nobita e Doraemon apprendono che Sayuri e Shingo si sposeranno in primavera e annunceranno il loro matrimonio quel giorno al concerto. Così effettivamente accade e Gian si arrabbia con Suneo. Grazie al chiusky inoltre la famiglia Nobi può ascoltare Sayuri e Shingo cantare. Poco dopo però Tamako usa il chiusky su numerose sue foto, per obbligare Nobita a fare i compiti. |                   |                  |
| 987   | -     | 「タイム・ルーム」 - Taimu rūmu – "La stanza del tempo" | 9 dicembre 1988   | inedito          |
| 988   | 515   | Alla ricerca di fossili 「即席イワノモト」 - Sokuseki iwanomoto | 16 dicembre 1988  | 19 dicembre 2005 |
| 988   | 515   | Nobita mostra agli amici la notizia del ritrovamento di un fossile, ma il giornale è della settimana precedente e il protagonista viene deriso. Per rimediare allo sbaglio, Nobita torna indietro nel tempo insieme a Doraemon, con lo scopo di far si che un dinosauro lasci un'impronta su un chiusky capace di creare fossili. Il tutto però è più difficile del previsto e, alla fine, Nobita cade sul chiusky; la sagoma del suo corpo diventa un fossile, che viene trovato da Gian e Suneo. |                   |                  |
| 989   | 517   | L'ombrello scaccia guai 「ぜったいあんぜんかさ」 - Zettai anzenkasa | 23 dicembre 1988  | 5 settembre 2006 |
| 989   | 517   | Nobita torna a casa dopo una serie di disavventure, ma la madre lo obbliga ad andare a fare la spesa. Doraemon allora dà a Nobita l'ombrello scaccia guai, capace di proteggere da qualunque guaio. Il ragazzo, anziché andare a fare la spesa, mostra l'ombrello agli amici e lo usa varie volte in modo scorretto. Quando Nobita torna a casa, Tamako gli ricorda della spesa e il ragazzo, uscito di casa, prende l'ombrello sbagliato e viene picchiato da Gian e Suneo. |                   |                  |

## Speciali
| Nº  | Giapponese 「Kanji」 - Rōmaji - Traduzione letterale                                   | In onda           | In onda  |
| Nº  | Giapponese 「Kanji」 - Rōmaji - Traduzione letterale                                   | Giapponese        | Italiano |
| S42 | 「気球で世界一周を！」 - Kikyū de sekai isshū o! – "Il giro del mondo in mongolfiera!" | 5 aprile 1988     | inedito  |
| S43 | 「死神山の宝物」 - Shinigami yama no takaramono – "Il tesoro di Shinigamiyama"         | 12 agosto 1988    | inedito  |
| S44 | 「剣豪のび太」 - Kengou Nobita – "Nobita, lo spadaccino!"                              | 30 settembre 1988 | inedito  |